# مطير العباسية
مطير العباسية كان عصر ممطر ورطب في تاريخ المناخ في شمال أفريقيا، بدأ قبل حوالي 120,000 سنة قبل الحاضر وانتهي قبل حوالي من 90,000 سنة واستمر قرابة الـ 30,000 سنة، وكما في مطير الموستيري مطير العباسية حدث نتيجة تغييرات المناخ العالمي المرتبطة بالعصور الجليدية وبين التجلدين في فترة البليستوسين.